# Sv. Ivan Vladimir
Sveti Ivan Vladimir, na crnogorskoj ćirilici Свети Владимир, poznat i kao Sveti Jovan Vladimir i Sveti Vladimir Dukljanski (na grč. Ἰωάννης ὁ Βλαδίμηρος – Iōannīs o Vladimīros; alb. Shën Gjon Vladimir; srp. i mak. Јован Владимир; bug. Иван Владимир – Йоан Владимир) dukljanski je knez, crnogorski svetac, štovan ne samo među Crnogorcima, već i diljem Jugoistočne Europe te katolicima i muslimanima u Crnoj Gori. Moći Sv. Vladimira se sada nalaze u Tirani pod zaštitom autokefalne Albanske pravoslavne crkve.
U vrelima se je prvo spominjao kao sv. Vladimir. Nakon što je 1381. godine albanski plemić Karlo Topija obnovio crkvu sv. Ivana Krstitelja u Elbasanu kamo su pohranjene relikvije sv. Vladimira, sv. Vladimir spominje se i kao sv. Ivan Vladimir.

## Beatifikacija i kanoniziranje
Sv. Vladimir je još prije konca 12. stoljeća u katoličkoj Dukljanskoj crkvi bio u najmanju ruku smatran blaženim.
Naime, Ljetopis popa Dukljanina, koji je prvorazredni izvor starocrnogorske povijesti pisan koncem 12. st., za kneza Vladimira više puta izvješćuje da je  beatus (blaženi, što je prvi stupanj svetosti) i tri puta sanctus (u prijevodu sveti).
Međutim, ne postoji sačuvan dokument o činu beatifikacije koja je bila u srednjem vijeku u nadležnosti biskupa, kao ni o njegovom kanoniziranju.
No, kao i mnogi drugi poznati sveci, možda nikada nije bio službeno kanoniziran, "već mu je kult proizveden voljom vjernika"
Akademik Pavle Mijović navodi 1991. godine kako je Mavro Orbini († 1614.) prvi od "naših pisaca" koji su Vladimira "ubrojili u svece": 
Prema nekim još nepotvrđenim dokumentima u Monumenti Montenegrini, kanonizirala je Vladimira kao sveca tada jedinstvene Crkve, 1019. godine Carigradska patrijaršija.
Najpouzdaniji podatci – najvećim dijelom podudarni s bizantskim i drugim referentnim izvorima, o Vladimiru, konkretno o početcima njegovoga kulta u Duklji, su u Ljetopisu popa Dukljanina (poznatom i kao Kraljevstvo Slavena ili Sclavorum Regnum), koji je i prva napisana crnogorska povijest. 
Autentičnost Ljetopisa u djelu o povijesti dukljanske države potvrđuje i opservacija koju je u drugom kontekstu pomenuo srpski znanstvenik N. Banašević. On primjećuje da se prema Ljetopisu knez Vladimir pričeštio kruhom i vinom. Takav način pričesta je u katoličkoj crkvi trajao do 12. st. a od tada samo kruhom. 
Ljetopis izvješćuje da je nakon pogubljenja Vladimirovo tijelo prenijeto u Duklju uz najsvečanije počasti koje crkva priređuje "pjevanjem himni i pohvala". 

## Širenje kulta
- Sv. Vladimir u albanskom Manastiru Ardenica, također je svetac i zaštitnik grada Drača
- Sv. Vladimir u grčkoj hagiografiji tiskanoj 1690. godine
- Sv. Jovan u bugarskom Manastiru Lozen prikazan kao "car bugarski"
- Freska kršetenja Srba, Crkva cara Lazara na Zvjezdari. Prikazan je Sveti Vladimir kojeg Daniele Farlati u knjizi Illyricum sacrum zove: Vladimiri regis serblorum.[9]
- Spomenik svetom kralju Vladimiru u Baru, zaštitniku grada

Kult Sv. Vladimira se proširio izvan Duklje. Bio je štovan kao blaženi u Dalmaciji o čemu govori i A. Kačić–Miošić. 

Kao čudotvorac je Sv. Vladimir poznat u Albaniji i Makedoniji, dok se na freskama i ikonama u Bugarskoj spominje kao “car bugarski” (sic!). 
U Srbiji tek su u novije vrijeme doznali za Sv. Vladimira – nema u tamošnjim manastirima niti jedne njegove freske ili ikone, niti je u srpskom narodu ranije postojalo bilo kakvo predanje o njemu, niti ga spominje srpska sredovjekovna književnost.
- O falsificiranjima i tumačenjima životopisa Sv. Vladimira

## Životopis
Povjesnica pretpostavlja da je Vladimir rođen oko 970. godine. 
Ljetopis popa Dukljanina navodi kako se otac Svetoga Vladimira zvao Petrislav, te neki povjesničari misle da je riječ o arhontu Petru, prvom pouzdano utvrđenom dukljanskom vladaru. 
Na samom koncu 10. stoljeća Vladimir je vladar Duklje, koja se tada prostirala od Boke kotorske do rijeke Bojane. Vladimir je vladao i Duklji susjednim oblastima što Ivan Skilica opisuje kao "Trimalijom i obližnjim oblastima Srbije". Prema nekim povijesnim dokumentima prvi puta objavljenim 2001. – 2009. u zborniku Monumenta Montenegrina, Vladimirova je titula možda bila kralj Dalmacije.
U kompliciranim vanjskopolitičkim uvjetima Vladimir je bezuspješno nastojao sklopiti sporazum s Bizantom protivu cara Samuila. To je izazvalo bijes Samuilov, pa je 997. godine poslao vojsku na Duklju. 
Do sukoba je došlo na rijeci Bojani i Dukljani su poraženi. Vladimir je zarobljen i odveden u Samuilov dvor na Prespi.
Ljetopis popa Dukljanina donosi izvješće da se Vladimiru u okovima neprekidno molio, te da mu se prikazao anđeo koji mu proriče skoro oslobođenje, ali i mučeničku smrt. 
Samuilova kćer, lijepa princeza Kosara, obratila se ocu za milost. Ona se zaljubila u dukljanskoga kneza i uz Samouilovu suglasnost su se Vladimir i Kosara ubrzo vjenčali.
Vladimir se vratio u Duklju i bio je Samuilov vazal. Nakon Samouilove smrti 1014. godine, novi makedonski vladar Vladislav, koji je 1015. godine preoteo vlast caru Radomiru, odlučio je ukloniti Vladimira. Pozvao ga je u Prespu a kao garanciju da mu se neće ništa desiti poslao je Vladimiru križ nad kojim se zakleo u svoju miroljubivost. I Vladimir je došao u Prespu.
No, car je Vladislav pogazio obećanje i dao je 22. svibnja 1016. godine pogubiti, sječom glave, dukljanskoga kneza Vladimira. 
Na dukljanskom prijestolju ga je zamijenio Vojislav, utemeljitelj crnogorske dinastije Vojislavljevića. Vladimir je bio stric ili brat od strica Vojislavu.

### Izvješće popa Dukljanina
Ljetopis popa Dukljanina (Glava XXXVI.) o tome što se zbilo nakon Vladimirove pogibije (citat na crnogorskom):

### Pokop
Godine 1019. prenijete su Vladimirove moći u samostan Sv. Marije Krajinske, na padinama crnogorske planine Rumije, iznad Skadarskoga jezera. 
Pop Dukljanin dalje opisuje:
Moći Vladimirove bijahu čudotvorne i proglašen bi Vladimir za svetitelja. 

### Čuda nakon ubojstva
Ljetopis popa Dukljanina u hagiografiji o Vladimiru izvješćuje i o brzoj smrti pri pokušaju zauzeća Drača ubojice Vladislava. To je, uz čuda na Vladimirovu grobu, moguće zametak kulta: ubojica je kažnjen djelovanjem svečevih moći. K tome je doprinijela i činjenica da je od istog ubojice stradao i car Radomir, sin Samuilov. 
Kod Popa Dukljanina se nalazi opis shakespeareovske scene: Vladislavu pričini se pred Dračem naoružani knez Vladimir, pa u smrtnom strahu uzvikne: "Pritrčite, moji vitezovi, pritrčite i zaštitite me jer će me Vladimir ubiti". Ivan Skilica donosi vijest da pade Vladislav "kad se zametnu borba", ali ne objašnjava od koga je bio pogođen.

### Moći
Kada je Dukljansko Kraljevstvo bilo potpuno razoreno pred naletom Srba, 1215. godine moći Sv. Vladimira prenesene su iz Sv. Marije Krajinske u Drač (Albanija). 
Crnogorski povjesničar dr. Rajko Vujičić misli da je zadržavanje osobito jakog Vladimirova kulta u Duklji nakon što je ona potpala pod srpsku vlast mogao smetati nakanama Nemanjića da svojeg oca Nemanju promoviraju u "patrona" Duklje.
Svečeve su moći pohranjene u Manastir Svetog Jovana u Elbasanu. Crkva elbasanskoga manastira je porušena od zemljotresa i Albanski je plemić Karl Thopia 1381. godine obnovio. Od toga se razdoblja Sv. Vladimir spominje i kao Sv. Jovan Vladimir (Jovan = hrv. Ivan), jer su Sv. Ivanu Krstitelju i Sv. Vladimiru odrubljene glave. 
Moći Sv. Vladimira su do 1995. godine bile u crkvi u Elbasanu a od tada u Sabornoj crkvi u Tirani, gdje je sjedište autokefalne Albanske pravoslavne crkve.

### Prikazivanje sveca
Sv. Vladimir se na ikonama, ikonostasima i freskama po pravilu prikazuje kako u lijevoj ruci drži odrubljenu glavu a u desnoj križ. No, ne uvijek: u Manastiru Sv. Nauma u Ohridu, koji je pod ingerencijom Makedonske pravoslvane crkve, na ikoni iz 1711. Vladimir je prikazan bez glave u rukama, skupa sa Svetom Marinom.
Ktitorski zapisi na crkvi Sv. Jovana u Elbasanu su na tri jezika – slavenskom, grčkom i latinskom.

## Križ Sv. Vladimira
Križ od tisova drveta, dužine 45 cm, širine 38 cm i debljine 2,5 cm, okovan vjerojatno u 16. stoljeću u srebro čuva se u pravoslavnoj obitelji Androvića, u selu Velji Mikulići, općina Bar, u Crnoj Gori. 
Vjeruje se kako je to križ nad kojim se car Vladislav vjerolomno zakleo da dukljanskom knezu Vladimiru neće napraviti nikakva zla ako dođe u njegov dvor na Prespi.

## Krivotvorine i tumačenja
Pavao Ritter Vitezović, hrvatski književnik tiskao je 1705. godine u Zagrebu knjigu Vita et martyrium B. Vladimiri, Croatiae regis (Život i mučeništvo blaženog Vladimira, kralja Hrvatske) u kojoj žali "što je legenda o Sv. Vladimiru, kralju Crvene Hrvatske, ostala puku Bijele Hrvatske slabo poznata, te ga samo grčka crkva slavi"
Grčka crkva tj. Kozma, drački mitropolit je 1690. godine napisao životopis (akolutiju) Sv. Vladimira koji je kasnije tiskan u Veneciji, no i on je, poput Vitezovićevih poetskih tumačenja povijesti, pun netočnosti; primjerice, grčki životopis Vladimirov navodi da je on bio sin srpskog župana Nemanje koji je rođen 1116. godine – točno stoljeće po Vladimirovoj smrti! 
Kako primjećuje austrijski povjesničar i slavist S. Hafner, sinovi velikog župana Nemnaje, koga su Srbi kanonizirali kao Sv. Simeona "Mirotočivog" a koji je do 1189. godine razorio dukljansku državu – Rastko Nemanjić i Stefan Prvovjenčani, utemljeitelj Srpske crkve i prvi srpski kralj, "svim su raspoloživim sredstvima državne i vjerske promidžbe" suprotstavili ukorijenjenoj "državnoj, kulturnoj i dinastičkoj misli Zete, kako bi se za Stefana Nemanju u kultu i historiografiji stvorilo ono isto što je za Vladimira u Zeti bila već tradicija".
Srpska pravoslavna crkva je tek 1861. godine u listu Srbljak (zbornik Mesecoslov) objavila službenu molitvenu pjesmu o Sv. Vladimiru, što bjelodano svjedoči da ga do toga vremena i nije slavila.
Prvu u nizu srpskih krivotvorina Vladimirova životopisa obavio je Vikentije Rakić, svećenik crkve Sv. Spiridona u Trstu. On je prijevod Kozmina predloška s grčkoga na staroslavenski, koji su uradili jeromonah Luka i proiguman hilandarski Partenije a naslovili Posljedovanije svjatago velikomučenika, čudotvorca i mirotvorca Jovana Vladimira (nap. – naša podebljanja slova), krivotvorio 1802. godine u Trstu na način da ga je tiskao s preinačenim naslovom Posljedovanije svjatago velikomučenika Jovana Vladimira, cara srbskago. Tamo gdje je u ionako netočnostima preplavljenom Kozminom originalu pisalo "Bugari", mijenjao je Rakić u "Slavjani" ili "Srbi" (sic!).
Općenito, grčko-srpski životopisi Vladimira tituliraju kao "cara svekolike Albanije i Bugarske" i/ili "cara srbskoga" (grč. "τῶν Σέρβων βασιλεύς") i/ili "srpskog kralja", no takve proizvoljnosti nemaju konkretnu potporu niti u jednom historiografskom izvoru.

## Zanimljivosti
- Štovanje svetitelja Sv.Vladimira, bilo je prisutno i u dijelovima suvremene Hrvatske, u Dubrovniku i Dalmaciji. Hrvatski književnik Andrija Kačić Miošić u svome je poznatom djelu Razgovor ugodni naroda slovinskoga iz 1756. godine unio Pismu od Kralja Vladimira.
- Srpski književnik Stevan Sremac u zbirci Iz knjiga starostavnih (1903.g.) objavio je kroniku Vladimir Dukljanin.

## Vanjske poveznice
- Ivan Jovović: Blaženi knez Vladimir (crn.)
- Helena Dragić, Dukljanski kralj sveti Vladimir u hrvatskoj književnosti i crnogorskoj tradiciji  Arhivirana inačica izvorne stranice od 20. kolovoza 2022. (Wayback Machine), Lingua Montenegrina, Časopis za jezikoslovna, književna i kulturna pitanje (The magazine of linguistic, of literature and cultural issues) Institut za crnogorski jezik i jezikoslovlje „Vojislav P. Nikčević“, br. 5, Cetinje, 2010., str. 517–534.